# Salix pseudopermollis
Salix pseudopermollis — вид квіткових рослин із родини вербових (Salicaceae).

## Морфологічна характеристика
Це дерево чи кущ. Гілочки стрункі; 1- та 2-річні гілки чорнуваті, густо-повстяні. Листки чергові; ніжка 3–5 мм, запушена; листкова пластинка зворотно-ланцетна, найширша дистально, ≈ 3–4 см × 7–8 мм, абаксіально (низ) зеленувата, спочатку дещо запушена, потім ± гола, адаксіально зелена, край зубчастий, верхівка коротко загострена. Чоловічі сережки 2–3 см × ≈ 7 мм, майже сидячі, з 2–3 листочками при основі. Жіноча сережка ≈ 2 см × 4 мм, подовжена в плодах, сидяча, з 2 ланцетними листочками біля основи.

## Середовище проживання
Пд. Шеньсі, Шаньдун. Населяє узбіччя доріг; на висотах 500–800 метрів.